# Principes de Nuremberg
Les principes de Nuremberg furent formulés en 1950 par la Commission du droit international, sur demande de l'Assemblée générale des Nations unies, laquelle avait déjà confirmé les principes de droit international reconnus par le statut de la cour de Nuremberg et par l'arrêt de cette cour par sa résolution 95 (I) du 11 décembre 1946.
Au nombre de sept, ces principes rappellent un certain nombre de règles de droit international pénal et en particulier que chacun est responsable de ses actes et cela quelles que soient les circonstances.
L'article 6 définit les crimes contre la paix, les crimes de guerre et les crimes contre l'humanité et les qualifie de crime de droit international.
Le dernier article rappelle que la complicité est également un crime international et doit donc être sanctionnée.
Ce texte, qui n'a jamais été signé ni ratifié par les États, n'est pas en vigueur, mais les principes qu'il porte font partie du droit coutumier et peuvent donc être imposés à tous les États.

## Principes de Nuremberg
- Principe 1 : Tout auteur d'un acte qui constitue un crime de droit international est responsable de ce chef et passible de châtiment
- Principe 2 : Le fait que le droit interne ne punit pas un acte qui constitue un crime de droit international ne dégage pas la responsabilité en droit international de celui qui l'a commis.
- Principe 3 : Le fait que l'auteur d'un acte qui constitue un crime de droit international a agi en qualité de chef d'Etat ou de gouvernant ne dégage pas sa responsabilité en droit international.
- Principe 4 : Le fait d'avoir agi sur l'ordre de son gouvernement ou celui d'un supérieur hiérarchique ne dégage pas la responsabilité de l'auteur en droit international, s'il a eu moralement la faculté de choisir.
- Principe 5 : Toute personne accusée d'un crime de droit international a droit à un procès équitable, tant en ce qui concerne les faits qu'en ce qui concerne le droit.
- Principe 6 : Les crimes énumérés ci-après sont punis en tant que crimes de droit international.
- Crimes contre la paix

1. Projeter, préparer, déclencher ou poursuivre une guerre d'agression ou une guerre faite en violation de traités, accords et engagements internationaux;
2. Participer à un plan concerté ou à un complot pour l'accomplissement de l'un quelconque des actes mentionnés à l'alinéa i.

- Crimes de guerre

Les violations des lois et coutumes de la guerre qui comprennent, sans y être limitées, les assassinats, les mauvais traitements ou la déportation pour les travaux forcés, ou pour tout autre but, des populations civiles dans les territoires occupés, l'assassinat ou les mauvais traitements des prisonniers de guerre ou des personnes en mer, l'exécution des otages, le pillage des biens publics ou privés, la destruction perverse des villes ou villages ou la dévastation que ne justifient pas les exigences militaires.
- Crimes contre l'humanité

L'assassinat, l'extermination, la réduction en esclavage, la déportation ou tout autre acte inhumain commis contre toutes populations civiles, ou bien les persécutions pour des motifs politiques, raciaux ou religieux, lorsque ces actes ou persécutions sont commis à la suite d'un crime contre la paix ou d'un crime de guerre, ou en liaison avec ces crimes.
- Principe 7 : La complicité d'un crime contre la paix, d'un crime de guerre ou d'un crime contre l'humanité, tels qu'ils sont définis dans le principe 6, est un crime de droit international.